# Guido Van Calster
Guido Van Calster (* 6. Februar 1956 in Scherpenheuvel-Zichem, Flämisch-Brabant) ist ein ehemaliger belgischer Radrennfahrer und Teammanager.

## Karriere
Van Calster konnte als Amateur 1977 vier Etappensiege und den vierten Gesamtrang bei der Tour de l’Avenir erzielen. Zudem gewann er den Omloop Het Volk in der Amateurklasse.
In der Saison 1978 wurde van Calster im Team von Rudi Altig und Jos Huysman Profi. In dieser Saison belegte er Platz 22 bei –Sanremo, wurde Zwölfter der Flandern-Rundfahrt und Dritter bei Paris-Tours. Im Jahr darauf wurde er 15. bei –Roubaix und Neunter bei der Flandern-Rundfahrt. 1980 wechselte Van Galster in das Team Splendor um Johan De Muynck und Claude Criquielion. Hier wurde er Vierter der Flèche Wallonne und Achter bei Lüttich–Bastogne–Lüttich. Außerdem beendete er die Vuelta a España auf dem sechsten Gesamtrang und wurde zudem Zweiter der Punktewertung. 1981 belegte er bei Lüttich–Bastogne–Lüttich Platz 5, bei Paris-Roubaix Platz 4 und bei der La Fleche Wallonne Platz 3. Bei den Weltmeisterschaften 1981 in Prag belegte er mit Platz 5 seine beste Platzierung bei Weltmeisterschaften. Bei der Tour de Suisse 1982 belegte er am Ende den dritten Gesamtplatz. Er wurde Vierter der Deutschland-Rundfahrt. 1983 konnte er nur einen dritte Platz bei Grand Prix Pino Cerami und einen zehnten Platz bei Lüttich–Bastogne–Lüttich erreichen. 1984 konnte er neben seinen Siegen keine weitere nennenswerte Platzierung erzielen. Im Jahr darauf wechselte Van Calster zum Team Ariostea und belegte er bei Lüttich–Bastogne–Lüttich Platz 6 und Platz 15 bei Paris–Roubaix. Nach nur einem Jahr wechselte er 1986 zum Team Zor. Er nahm 1986 und 1987 ohne nennenswerte Ergebnisse an der Tour de France teil und beendete diese auf dem 72. Platz bzw. 31. Platz. 1988 wechselte er zu Kas. 1989 wechselte er zum Team Lotto. Absolvierte dort nur ein Rennen und gab im Juli 1989 sein Karriereende als Profi bekannt.
Ab 1991 arbeitete Van Calster als Manager beim Team TVM-Farm Frites und blieb hier bis 2000. 2005 arbeitete er für eine Saison beim Schweizer Team Phonak. Nach 2005 sind keine weiteren Managertätigkeiten bekannt.

## Erfolge
1978
- eine Etappe Mittelmeer-Rundfahrt
- Omloop van Oost-Vlaanderen

1980
- eine Etappe Critérium du Dauphiné

1981
- Mannschaftszeitfahren Setmana Catalana de Ciclisme
- eine Etappe Valencia-Rundfahrt
- eine Etappe Belgien-Rundfahrt

1982
- zwei Etappen Tour de Suisse
- Druivenkoers

1984
- eine Etappe Andalusien-Rundfahrt
- zwei Etappen und Punktewertung Vuelta a España

1986
- eine Etappe Vuelta a Castilla y León

1987
- eine Etappe Vuelta a Castilla y León
- eine Etappe Aragon-Rundfahrt

## Wichtige Platzierungen
| Monument                 | 1978 | 1979 | 1980 | 1981 | 1982 | 1983 | 1984 | 1985 | 1986 | 1987 | 1988 | 1989 |
| ------------------------ | ---- | ---- | ---- | ---- | ---- | ---- | ---- | ---- | ---- | ---- | ---- | ---- |
| Mailand–Sanremo          | 22   | 26   | 39   | 6    | –    | –    | –    | –    | –    | –    | 34   | –    |
| Flandern-Rundfahrt       | 12   | 9    | 30   | –    | –    | –    | –    | –    | –    | –    | 24   | –    |
| Paris–Roubaix            | –    | 15   | –    | 4    | –    | –    | –    | 15   | –    | –    | –    | –    |
| Lüttich–Bastogne–Lüttich | –    | 17   | 8    | 5    | –    | 10   | –    | 6    | –    | –    | –    | –    |
| Lombardei-Rundfahrt      | –    | –    | –    | –    | 40   | –    | –    | –    | –    | –    | –    | –    |

| Grand Tour            | 1978 | 1979 | 1980 | 1981 | 1982 | 1983 | 1984 | 1985 | 1986 | 1987 | 1988 | 1989 |
| --------------------- | ---- | ---- | ---- | ---- | ---- | ---- | ---- | ---- | ---- | ---- | ---- | ---- |
| Vuelta a EspañaVuelta | –    | –    | 6    | –    | –    | 35   | 25   | –    | 47   | 33   | 50   | –    |
| Giro d’ItaliaGiro     | –    | –    | –    | –    | 51   | 70   | DNF  | 53   | –    | –    | –    | –    |
| Tour de FranceTour    | –    | 58   | 39   | DNF  | –    | –    | –    | –    | 72   | 31   | DNF  | –    |